# دافييد إسترادا
دافييد إسترادا (4 فبراير 1988 بموريليا في المكسيك - ) هو لاعب كرة قدم أمريكي ومكسيكي في مركز الهجوم. لعب مع دي.سي. يونايتد وسياتل ساوندرز وCharlotte Eagles ‏ وتشارلوت إندبنتنس وOrange County SC ‏ ونادي ساكارامينتو ريببلك وSalinas Valley Samba ‏ وأتلانتا سيلفرباكس.

## روابط خارجية
- دافييد إسترادا على موقع الدوري الأمريكي (الإنجليزية)
- دافييد إسترادا على موقع قاعدة بيانات كرة القدم.إي يو (الإنجليزية)
- دافييد إسترادا على موقع Soccerway.com (الإنجليزية)